# Tysknationella folkpartiet
Tysknationella folkpartiet, förkortat DNVP (tyska: Deutschnationale Volkspartei), var ett konservativt och monarkistiskt tyskt politiskt parti grundat år 1918 i Weimarrepubliken. De uttalat reaktionära elementen i partiet ville återinföra monarkin som den varit under Kejsardömet Tyskland. De tysknationella stöddes bland annat av storgodsägare, industrimagnater och det ultranationalistiska Alltyska förbundet. Den nationalistiska paramilitära organisationen Stahlhelm fungerade som partiets väpnade gren.

## Historia
Tysknationella folkpartiet bildades 24 november 1918 av anhängare till tre stora högerpartier som lades ner efter avskaffandet av monarkin samma år (Tysk-konservativa partiet, Tyska rikspartiet och Tyska fosterlandspartiet) och därtill några mindre nationalkonservativa och antisemitiska grupper. Partiet spelade på de kraftigt nationalistiska känslor som dominerade den tyska högern under 1900-talets första årtionden och var en del av Völkische Bewegung. De mer radikalt antisemitiska elementen i partiet bildade 16 december 1922 Tyskfolkliga frihetspartiet. Inledningsvis var de tysknationella mycket fientliga till det republikanska statsskicket men började efter ett par år i allt större utsträckning delta i Weimarrepublikens partipolitik.
Efter att ha fått cirka 21 % av rösterna i riksdagsvalet i december 1924 erhöll man bara 14 % i valet 1928. Därefter blev den radikale nationalisten Alfred Hugenberg partiledare och partiets plattform blev allt mer extremistisk. Den försiktigt moderata inställningen till Weimarrepubliken som drivits åren innan valet övergavs under Hugenberg, men också monarkismen så att man kunde samarbeta med Nationalsocialistiska tyska arbetarepartiet. Som reaktion bröt den förre partiledaren Kuno von Westarp och andra med Hugenberg och bildade Konservativa folkpartiet. Därefter sjönk de tysknationellas stöd hos väljarna, särskilt bland bönder och arbetare.
11 oktober 1931 ingick man i den nationalistiska, antidemokratiska valalliansen Harzburgfronten med NSDAP, Landbund, Stahlhelm och Alltyska förbundet. Alliansen splittrades dock i och med presidentvalet i april 1932 varefter DNVP förlorade alltmer stöd. Från 30 januari 1933 deltog tre tysknationella som ministrar i Adolf Hitlers koalitionsregering och i riksdagsvalet i mars samma år erhöll partiet, som del av valalliansen Kampffront Schwarz-Weiß-Rot, drygt 8 % av rösterna. 5 maj 1933 döptes partiet om till Tysknationella fronten och utsattes för mycket hårda påtryckningar av det styrande NSDAP. Riksdagsledamöter gick över till nazisterna, andra tysknationella pressades göra likadant eller lämna det politiska livet helt. 27 juni 1933 lämnade Hugenberg in sin avskedsansökan och samma dag löstes partiet upp.

## Politisk plattform
DNVP var auktoritärt konservativt och patriotiskt inriktat, tidvis med starkt antisemitiska inslag. Man ville bland annat bevara och stärka tyskheten och skydda den från vad man ansåg vara judarnas ökande inflytande sedan novemberrevolutionen. Fram till 1924 hade en uttalat monarkistisk falang, som strävade efter att i så stor utsträckning som möjligt återgå till eller bevara det tyska kejsardömets institutioner och samhällsvärderingar, stort inflytande. Partiet var genomgående kritiskt till Versaillesfreden och anhängare till den revanschistiska strömningen inom den tyska högern under mellankrigstiden.
Partiets ekonomiska politik var nationalliberal och prokapitalistisk med betoning på tung industri och storgodsen, traditionellt den aristokratiska överklassens ekonomiska intresseområden.

## DNVP:s valresultat
| Val till tyska Riksdagen | Val till tyska Riksdagen | Val till tyska Riksdagen |
| ------------------------ | ------------------------ | ------------------------ |
| 19/1 1919                | 10,3 %                   | 44 ledamöter             |
| 6/6 1920                 | 15,1 %                   | 71 ledamöter             |
| 4/5 1924                 | 19,5 %                   | 95 ledamöter             |
| 7/12 1924                | 20,5 %                   | 103 ledamöter            |
| 20/5 1928                | 14,3 %                   | 73 ledamöter             |
| 14/9 1930                | 7,0 %                    | 41 ledamöter             |
| 31/7 1932                | 5,9 %                    | 37 ledamöter             |
| 6/11 1932                | 8,7 %                    | 52 ledamöter             |
| 5/3 1933                 | 8,0 %                    | 52 ledamöter             |